# Яровий Агафангел Степанович
Агафангел Степанович Яровий (14 грудня 1907, село Новодмитрівка, тепер Баштанського району Миколаївської області — ?) — радянський державний діяч, секретар Житомирського обласного комітету КП(б)У.

## Життєпис
Член ВКП(б). З вересня 1939 року служив у Червоній армії.
На 1941 рік — 1-й секретар Козелецького районного комітету КП(б)У Чернігівської області.
Під час німецько-радянської війни з 1942 року воював у складі партизанського загону Сарапулова, Путивльського об'єднаного партизанського загону С. Ковпака і С. Руднєва 1-ї Української партизанської дивізії імені Ковпака (Сумське партизанське з'єднання), потім перейшов до Олишівського партизанського загону. З травня по вересень 1943 року — командир Козелецького партизанського загону Чернігівської області та 1-й секретар Козелецького підпільного районного комітету КП(б)У.
З 1943 (затверджений в червні 1945) по 1947 рік — 1-й секретар Козелецького районного комітету КП(б)У Чернігівської області.
До лютого 1951 року — 1-й секретар Бердичівського міського комітету КП(б)У Житомирської області.
У лютому 1951 — вересні 1952 року — секретар Житомирського обласного комітету КП(б)У.
У 1954—1958 роках — голова виконавчого комітету Черкаської міської ради депутатів трудящих Черкаської області.
На 1966—1967 роки — завідувач Черкаського обласного житлового управління.
Подальша доля невідома.

## Звання
- старший політрук
- майор

## Нагороди
- орден Червоного Прапора (7.08.1944)
- орден Трудового Червоного Прапора (23.01.1948)
- орден Червоної Зірки (2.05.1945)
- ордени
- медаль «За перемогу над Німеччиною у Великій Вітчизняній війні 1941—1945 рр.»
- медалі